# ドラネコロック
ドラネコロックは、鴨川つばめにより「月刊少年チャンピオン」に連載されたギャグ漫画。『マカロニほうれん荘』（以下『マカロニ』と略す）とほぼ同時期に連載され、鴨川の作品では『マカロニ』に次ぐ代表作である。当記事では『ドラネコ』と同じキャラが活躍する各作品についても同時に解説する。

## とんでけ初恋
「週刊少年チャンピオン」1976年08月20日号増刊号に掲載。しげるも登場している。

## プルプルぷろぺら
「月刊少年チャンピオン」1976年12月号から1977年5月号まで、全6話が掲載された鴨川の初連載作品。本作の主人公は、父親から譲り受けた旧日本軍の戦闘機「飛燕」のエンジン未搭載機（通称「首無し飛燕」）を改修して空を飛ばすことを夢見る高校生の少年「新藤雅則」で、しげるやワイルドキャットのメンバーなどのキャラクターは、この新藤君の同級生として脇役で登場する。
まだ画力が未熟であり、初期と末期では画風にはっきりとした違いがあるほか、しげるは初期話数では正面顔の表現が異なる。また、周辺キャラクターの大半は『ドラネコ・・』には登場しないキャラクターである。
ストーリーは新藤君とその同窓生で片思い（実際は相思相愛なのだが、双方とも気づいていない）の相手「高野さん」とのすれ違いを描く、当時の少年マンガとしては珍しいいわゆるロマコメである。ギャグマンガである『ドラネコ…』に対してシチュエーション・コメディであり、ほのぼの色がやや強い。単行本化されていない。
一部の話中に鴨川自身が登場し状況解説するシーンがあるが、その際の容姿は後年の「燕を擬人化したもの」ではなく、「多少カールのかかった長髪をヘアバンド或いはバンダナで結んだ人間」として描かれている。

## ドラネコロック
『…ぷろぺら』の連載を終了したうえで設定の仕切りなおしをしたスピンオフ作品で、1977年6月号から1980年5月号まで連載された。前作で脇役だったキャラが主役に昇格したパターンである。これは同世代のギャグ漫画では『まことちゃん』や、同じチャンピオンのとり・みき『バラの進さま』などにも見られる。しげるとワイルドキャットのメンバー以外の『…ぷろぺら』のキャラクターは一切登場せず、周辺キャラクターはすべて新規に設定された。第一話冒頭のしげるの台詞が「ハローッ、みんな元気かあっ？ 帰ってき来たぞぉーっ！！」となっているのはこのためである。後述する総集編に収録された時は「マカロニほうれん荘のあとは、このオレの出番だー！」に差し替えられていた。
当作は作風によって三種類に大別されるため、当記事では便宜上、以下の用語で統一して解説する。単行本では収録作品の進行速度が『マカロニ』の約4倍のため（週刊と月刊の違い）、絵や話の変化が手に取る様に判る。
- 連載初期 - 第1話～1巻前半

まだ新人らしさが残る作風で、キャラクターやシチュエーションも確立されていない所が多い。
- 連載中期 - 1巻半ば～2巻前半

絵も話も安定。『マカロニ』ではトシちゃんときんどーさんの、ストーリー進行をストップさせる程の過剰なギャグ（悪ふざけ）が持ち味だったのに対し、当作のギャグは『マカロニ』より一歩控えめで、しげる・渚・ルイジアナ・ブタゲルゲの四角関係、およびワイルドキャットを中心とする若者達の青春群像が描かれるなど、ストーリーギャグとしての色がやや濃い。
- 連載後期 - 2巻後半～最終話

鴨川が編集とトラブルになり『マカロニ』を二週休載した後（詳細は『マカロニほうれん荘』を参照）、作風の乱れが急に始まる。四角関係は殆ど姿を消し、泉屋親子の掛け合いが中心となる。『マカロニ』ではかなり荒れた時期まで連載が続いたが、当作は先に終了したため、『マカロニ』ほどひどくない。最終話はめぐみの司会による総集編という（絵自体はコピーなども使わず、全て描き直している）、ストーリー作りに労力を費やさない終わり方をしている。

### 登場人物

#### 泉屋 しげる
- 「いずみや しげる」と発音。出席シーンでは「茂」と書かれていた。
- 当作の主人公。
- ネーミングはタレントの泉谷しげるより。
- 常にサングラスをかけており、その下の素顔は一部も見せたことがない。サングラスの光沢の表現は、縦線が二本。
- 暴走族「ワイルドキャット」のメンバーで、リーダーの様に思えるが正しくはNo.2である。従って万次郎などからは「副番長」と呼ばれる。
- 口癖は「カッカッカッ（笑い声）」「…するな（…しろ）ってーの!」「誰だーっ！ こんなとこに電柱ブチ立てたのはーっ！？（バイクで電柱など障害物にぶつかった時）」「くおぉ…（困った時）」。他に中途半端なカタカナ言葉を多用する。

#### 泉屋家
泉屋 おやじ
- しげるそっくりの顔とサングラスを持つ。髪は耳の周りに黒毛があるのと、頭のてっぺんに毛が一本残っているだけ。二人揃って「ツッパリ親子」。
- 劇中での年齢は54歳。元・陸軍オートバイ兵を自称しており、上等兵の頃は名前と指紋以外しげるにそっくりだった。
- 定職につかずパチンコばかりで、たまに就職するとバス・タクシー・宅配便など運転関係の仕事ばかりだが、運転や勤務態度がメチャクチャで、すぐクビになる。
- 口癖は「オオッ！ グレート！」
- しげる、ウルフ、ジョーと争うと、ブルース・リーの怪鳥音のパロディである「あちゃー、おちゃー、しぶちゃー、こぶちゃー、げんまいちゃー」という叫び声を使う。このギャグは『燃える!お兄さん』より当作が先である。
- 京浜連合という暴走族や（メンバーはおやじ一人）、ハイウェイのイナズマという街道レーサーを名乗った事もある。
- 連載初期は主に口ゲンカでしげるに押され気味だったが、後期には全キャラの中で一番態度がでかくなった（この辺は『マカロニ』のきんどーさんに似ている）。
- 鴨川によると『マカロニ』のきんどーさん、前田馬之介と並び、最も気に入っているキャラの一人だと言う。

泉屋 めぐみ
しげるの妹で小学生半ば。素直な性格だがしげるにからかわれて（例えば「こないだまでスヌーピーの布団にソロモン諸島の形したおねしょ」描いてたの誰でしょうね」など）よく怒る。口癖は、両手の人指し指を交差させて「ちょめ!」。家族のため全ヒロインの中では唯一、出演頻度が終始一定していた。
母
泉屋商店という雑貨店を経営。しげると夫という、どうしようもない親子のことで苦労が耐えないが、ギャグはやらない。しげるは「マダム」と呼ぶ。劇中では夫から39歳と言及されている。

#### ワイルドキャットのメンバー
しげるも参加している暴走族だが、本当の意味での粗暴な行動の描写は無く（ただし古い時代の作品なので、喫煙やノーヘル運転のシーンはふんだんに出てくる）、泉屋家を訪問して来る時も礼儀正しく（しげるを除く）、ツーリング仲間に近い。全員同じ学校に通っている。
井上 光二（いのうえ こうじ）
ワイルドキャットのリーダー（番長）で、ツリ目にリーゼントのいい男。
ジョン 万次郎（まんじろう）
ワイルドキャットのナンバー3。頭髪の大半を剃る事で、前頭部に巨大なハーケンクロイツを描いている。ネーミングはジョン万次郎と卍だが、これが本名かニックネームかは劇中で明らかにされていない。常に着用しているサングラスはウルフや『マカロニ』のテディ・ボーイと同じ横繋がりタイプを着用していたが、連載後期からはしげるやジョーと同じ、左右のレンズが丸く分かれたタイプに替えている。
八幡平 国彦（はちまんだいら くにひこ）
のろまそうな顔でハナを垂らしている。ワイルドキャットのメンバーは当初は他にも多数いたが、連載中期からはこの四人でほぼ固定された。

#### ヒロイン
渚（なぎさ）
ワイルドキャットのメンバーと同じ学校の同級生。やや活発な性格でしげるに好感を持つが、しげるは「さなぎ」（おやじは「なぎなたちゃん」）と呼んで敬遠する上、ルイジアナに夢中なので、渚はそれがおもしろくない。白髪（カラーでは金髪）で左目に泣きボクロがある。
泉 洋子（いずみ ようこ）
しげるが一目ぼれした清純な女の子。しげるはルイジアナと呼ぶが、初対面の時に何故か巣箱に入って顔を出したので、彼女はしげるを「スバコちゃん」と呼ぶ。渚と逆に黒髪で、右目に泣きボクロがある。連載中期までは毎回出ていたのだが、後期には外見が大きく変わり、ほとんど出なくなった。なお、第1話の初登場時には母親から「いずみちゃん」と呼ばれており、その後の華子の登場時には華子から「ようこ」と呼ばれる設定の混乱があり、フルネームの「いずみようこ」はその影響。
華子（はなこ）
洋子の友達の大柄で不器量な女。当初は丸顔で全体にファットな体格なだけだったが、話数が進むにつれ凶暴なゴリラのような外見に変化した。彼女もしげるに一目ぼれしてしまい、連載初期はいきなり隣に座っていて頬を赤らめるだけだったが、徐々に凶暴化（銃弾を何発浴びても平気）、事あるたびにしげるをしつこく追いかけまわす様になる。しげるは「ブタゲルゲ」と呼び（特撮ヒーロー番組『超人バロム1』のドルゲ魔人「○○ゲルゲ」から）、嫌うというより恐れている。眼鏡のフレームがよく変わり、初期は丸型、後期では長方形に変化した。
なお子
連載中期から登場。ウルフとジョーにからまれていた所をワイルドキャットのメンバーが助け、ついでにバンドのメンバー（キーボード）もかって出る。その結果光二といい関係になった。後期にはワイルドキャットと共に出てくることも多くなったが、仲間の一人としての出演が多く、渚やルイジアナと比べ個別の活躍は大変少ない。

#### ウルフとジョー
- 連載初期は白バイに乗った一人のマッポ（警官）として登場し、第一話からワイルドキャットをネズミとネコのごとく追っかけていた。
- なお『マカロニ』でも自転車に三人乗りしたほうれん荘三人組を白バイで追いかけた事があったが、揚力で空を飛びかねないほど高速でペダルをこいだトシちゃんの速度に敗れた。
- 3話からパトカー（神奈川県警）に乗る二人組として登場。当初は二人とも全く同じ姿だった。
- 中期になると変化が進み、一人目は『マカロニ』の伊達兄貴と全く同じ顔パーツに、上半身はヘルメットを外し、背中に"THE POLICE"と書かれた上着をはおり、出てきた名前がウルフ。なお小学生の頃は貧乏な母子家庭で、クリスマスプレゼントも買ってもらえなかったため、クリスマスやサンタクロースを嫌っていたが、サングラスはその時からかけていた。
- 二人目はヘルメットをかぶったまま、テディ・ボーイやウルフと異なる丸いサングラス着用となり、前髪が普通に分けられ、上半身裸や肩つり紐がトレードマークとなり、名前がジョー。
- 初期はシュトコ（暴走族のスラングで首都高速道路）のパトロールをしていたが、中期からはポリボックス（同じく交番を意味する）勤務したり、たき火をしながら野宿したりするシーンも多い。
- しげるは取り調べを受けた時、例によってカタカナ言葉まじりで「百円ライダー、チルチルミチル」と名乗った（元ネタは、当時の週刊少年チャンピオンに連載中の「７５０ライダー」と、同じく当時発売されていた使い捨てライターの「１００円ライター・チルチルミチル」のふたつ）ので、二人はしげるをチルチルミチルと呼ぶ。
- 警察でありながらサングラスをかけていたり、後期には気に入らない一般市民に暴力的な態度をとるなど、暴走族から見た警察（交通課・暴走族対策班）のイメージをヒントに描かれている。
- ワイルドキャットのメンバーとはよく争うが、別件で警察署を訪れていたしげるに「ま、せっかく来たんだ…」と、お茶を出したりする等むしろケンカ友達に近い。

### その他
- 鴨川は『マカロニ』と当作を同時期に連載していたが、当時の週刊少年漫画誌、特にギャグ漫画（家）や「チャンピオン」では、週刊と月刊両誌で連載を持つことが、作者・読者いずれからも一種のステータスとして見られていた趣がある。ちなみにこれに該当する他の漫画家としては、当時のチャンピオンのギャグ漫画家では吾妻ひでお、山上たつひこ、柳沢きみお、内崎まさとし、一部の条件のみ（他社やギャグ以外など）で該当するなら飯森広一、古賀新一、小林よしのり、矢口高雄、古谷三敏、年代までずれるが島本和彦などが挙げられる。
- 連載中期には『マカロニ』と当作を総集編としてまとめた増刊号を時々発行していたが、その巻頭ではオール4色カラーの描き下ろし作品が掲載され、『マカロニ』と当作の両キャラが競演するエピソードも存在した。詳細は「マカロニほうれん荘」を参照。

### 単行本
- 秋田書店 少年チャンピオンコミックス 全3巻

同コミックスの表紙は、雑誌の表紙用に描き下ろされたイラスト（あおり文句を多数入れるため、背景があっさりしているのが特徴）を流用することが多いが、この単行本では全て連載中期のイラストを流用。また表紙折り返しには、一般に作者の顔とコラムが載ることが多いが（同コミックスもそれが標準である）、当作は4コマ漫画が掲載されている。
- 秋田文庫 全1巻 ISBN 978-4-253-17013-0

表紙は連載後期のものを使用。

## DタウンCロック
鴨川は『マカロニ』の続編『マカロニ2』がうまく行かなかった後、ペンネームを東京ひよこに変えて「週刊少年キング」で『プロスパイ』を連載したが、その一本後、1981年18号～35号に連載した作品。登場キャラは『ドラネコ』と殆ど同じであるが、漫画家としての活力を失ってからの作品であり、ギャグやアクションより会話劇が圧倒的に多く、読者からは支持されなかった。単行本は東京三世社からハードカバーで全1巻が出版され、鴨川へのインタビューも載っていたが、絶版。ネットオークションに出る時は高値がついている。